# Neocatolaccus ogloblini
Neocatolaccus ogloblini is een vliesvleugelig insect uit de familie Pteromalidae. De wetenschappelijke naam is voor het eerst geldig gepubliceerd in 1950 door Blanchard.